# 尻無川 (大阪府)
尻無川（しりなしがわ）は、大阪府大阪市南西部を流れる淀川水系の下流における分流で、一級河川。流域北部は住宅地が多く、左岸の大正区には防潮堤（大阪府管理）が設けられている。南部は鉄工所などの工業地帯を流れる。また、中流域には台風などで押し寄せてくる大阪湾からの高潮をせき止めるための防潮水門である尻無川水門が設置されている。

## 地理
大阪市西区を南へ縦断する木津川と東からの道頓堀川が大阪ドーム近くの地点（左岸・大正区三軒家東1丁目、右岸・西区千代崎3丁目）で合流、ここから西へ流れて尻無川の水源である岩崎運河と、さらに南下する木津川に分かれる。尻無川は、西区、港区と大正区との境界を成しながら南西に流れ、下流では大正内港を分けて大阪湾（大阪南港）へ注ぐ。

## 歴史
元は松島公園付近の西区本田1丁目で木津川から南西方向に分流し、千代崎と九条の境を南下して、大正区の西方を通り、大阪湾に流入していた。堤防には櫨（ハゼ）が植えられ、紅葉の名所となっていた。尻無川と木津川の間の中州は寺島と呼ばれ、明治以降に松島遊廓が作られた。
当時の尻無川上流部は川幅18メートル（10間）程で水深も浅く、船の航行に不向きであったので、大正3年（1914年）から大正5年（1916年）にかけて改修工事を行い、下流の川幅を65.4メートル（36間）に広げ、川底を浚渫し、大正9年（1920年）12月には尻無川の中流であった千代崎付近と木津川・道頓堀川合流点とを結ぶ岩崎運河が開削された。
その後、尻無川は船の出入りが増え、一時は木津川を上回るほどであった。第二次世界大戦後は、河口付近の大正内港化工事のため、尻無川は様子を一変させた。
- 昭和15年（1940年） - 防潮堤が完工。
- 昭和27年（1952年） - 境川運河以北が埋め立てられ、岩崎運河が尻無川の上流をなすという現在の状態になった。

1969年11月25日、ケーソン工法による河川工事現場で事故11人が死亡。
2020年（令和2年）には、河川敷と川岸に近い水上部を利用し、飲食や音楽ライブ鑑賞などができる施設「タグボート大正」が大正駅近くに開業した。同年4月にはユニバーサルスタジオジャパン（USJ）への定期船運航も始まる予定である。

## 渡船

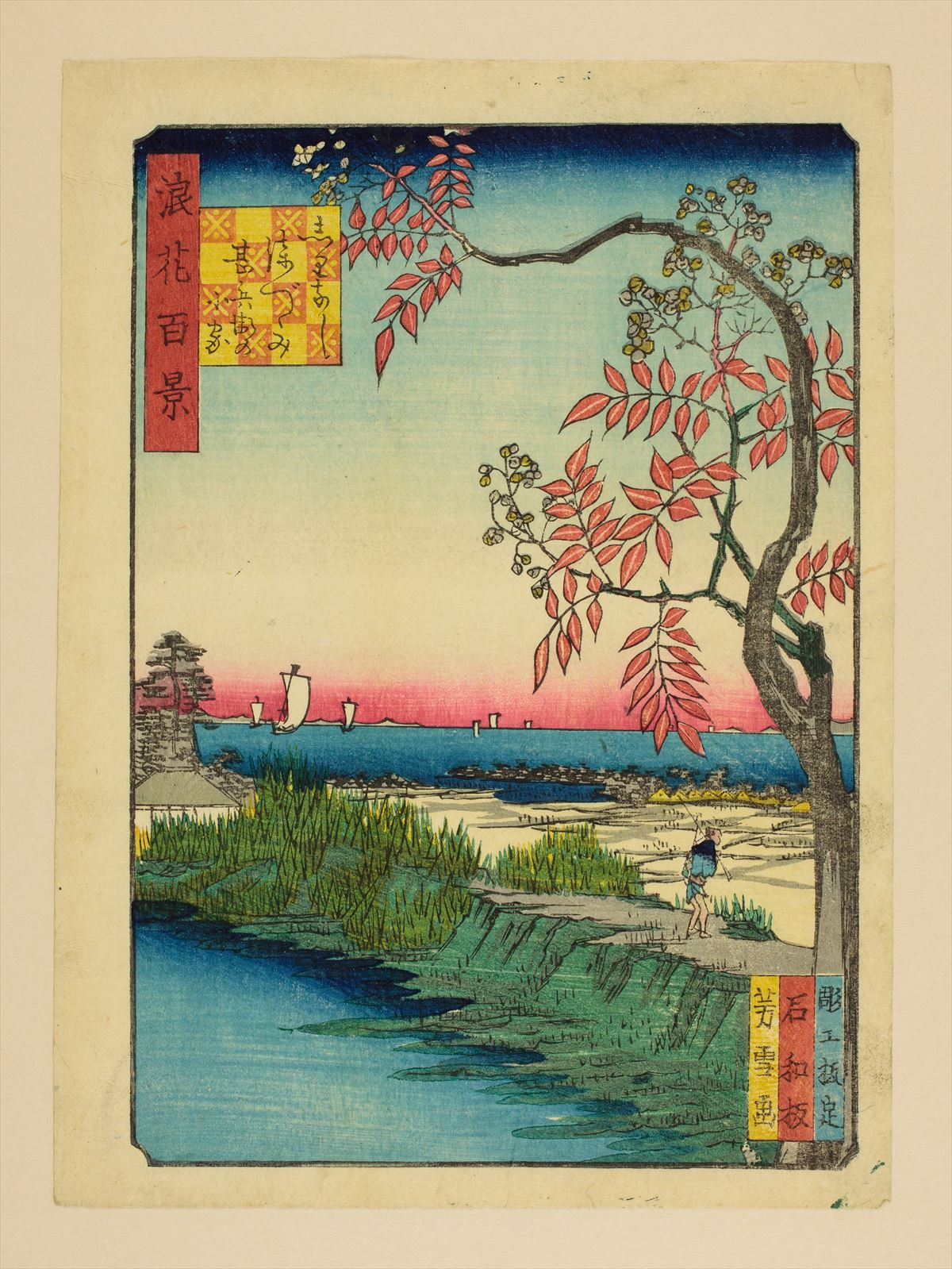
「しりなし漆づつみ甚兵衛の小家」（『浪速百景』より）。尻無川の堤防にはたくさんのウルシが植えられていた。奥に渡守の甚兵衛の小屋が見える。

中流域で、両岸を結ぶ甚兵衛渡船場が大阪市建設局により運営されている。歩行者及び自転車専用で、無償。建設局による運航。
- 大正区泉尾7丁目 - 港区福崎1丁目 日中15分毎。

大阪市の渡船については、大阪市の公営渡船も参照。

## 橋梁
- 尻無川橋 - 国道43号線の建設にあわせ、昭和45年（1970年）3月に架けられた。長さ600メートル、有効幅員35.5メートル[2]。
- なみはや大橋 - 尻無川新橋有料道路として供用されていた。2014年（平成26年）4月1日以降は無料開放されている。

埋め立てられた区間に架かっていた橋
（上流から）
- 梅本橋
- 常盤橋
- 花園橋
- 花宮橋
- 新櫨橋

埋め立てられた区間に架かっている橋
- 大阪環状線（埋め立て時は関西本線貨物支線）尻無川橋梁

## 流域の自治体
（*は左岸に位置する自治体）
大阪府
大阪市西区、港区、大正区*

## 参考資料
- 大正区役所編『区制60周年記念誌 わがまち大正』（1992年発行）